# Magic (álbum de Sérgio Mendes)
| Críticas profissionais | Críticas profissionais |
| Avaliações da crítica  | Avaliações da crítica  |
| Fonte                  | Avaliação              |
| ---------------------- | ---------------------- |
| Allmusic               | [ 1 ]                  |

Magic é o decimo nono álbum de estúdio solo do pianista brasileiro Sérgio Mendes.[carece de fontes?] O álbum foi lançado em 2014, pelas editoras discográficas Sony Music e OKeh Records. Dentre os artistas convidados do álbum estão nomes da música brasileira como Milton Nascimento, Carlinhos Brown, Maria Gadú, Ana Carolina e dos norte-americanos John Legend e will.i.am, esse último que já demonstrou extrema admiração ao trabalho do pianista brasileiro em diversas oportunidades. A faixa "One Nation" que tem a participação de Carlinhos Brown, também fez parte da coletânea musical oficial da Copa do Mundo FIFA 2014 One Love, One Rhythm.

## Faixas
| N.º | Título                                                 | Compositor(es)                                                          | Duração |  |
| 1.  | "Simbora (Let's Go...)" (com Carlinhos Brown)          | Carlinhos Brown, Sergio Mendes, John Powell                             | 3:21    |  |
| 2.  | "My My My My Love" (com Cody Wise & Will.i.am)         | The Freshmen3, Sergio Mendes, Mika Mutti, will.i.am                     | 3:29    |  |
| 3.  | "Don't Say Goodbye" (com John Legend)                  | John Legend, Scott Mayo, Sergio Mendes                                  | 3:45    |  |
| 4.  | "Sou Eu" (com Seu Jorge)                               | R. Evans, Nei Lopes, Moacir Santos                                      | 3:01    |  |
| 5.  | "When I Fell in Love" (com Gracinha Leporace)          | Toninho Horta, Brenda Russell, Tatta Spalla                             | 3:05    |  |
| 6.  | "Meu Rio" (com Maria Gadú)                             | Maria Gadú, Sergio Mendes, Mika Mutti                                   | 3:15    |  |
| 7.  | "Visions of You" (com Janelle Monáe)                   | Alex Bell, Roman Irvin, Sergio Mendes, Carissa Murray, Janelle Robinson | 3:38    |  |
| 8.  | "Samba de Roda" (com Gracinha Leporace & Aila Menezes) | Aila Menezes, Mika Mutti                                                | 3:41    |  |
| 9.  | "Atlantica" (com Ana Carolina)                         | Thiago Amud, Guinga                                                     | 2:56    |  |
| 10. | "Olha a Rua" (com Milton Nascimento)                   | Milton Nascimento, Ricardo Vogt                                         | 2:46    |  |
| 11. | "Hidden Waters" (com Gracinha Leporace)                | Katie Hampton, Sergio Mendes, Mika Mutti                                | 3:03    |  |
| 12. | "Magic" (com Scott Mayo)                               | Scott Mayo, Sergio Mendes                                               | 4:02    |  |
| 13. | "One Nation" (com Carlinhos Brown)                     | Carlinhos Brown, Sergio Mendes, John Powell                             | 3:31    |  |

## Desempenho nas paradas
| Paradas (2014)                                     | Melhor posição |
| -------------------------------------------------- | -------------- |
| Estados Unidos (Top Jazz Albums)                   | 11             |
| Estados Unidos (Billboard Traditional Jazz Albums) | 7              |
| Estados Unidos (Billboard World Albums)            | 3              |